# 롤러코스터보이 노리
《롤러코스터보이 노리》(영어: Nori RollerCoaster Boy; 중국어: 过山车手罗力)는 (주)크리스피에서 제작하고 있는 3D TV 만화시리즈이며 2017년 3월 15일부터 7월 5일까지 제1기, 동년 7월 12일부터 2018년 1월 17일까지 제2기가 KBS2에서 방영하고 있다. 국제적인 참여를 이끌어내어 중국의 요크사가 애니메이션 제작에 참여하였고, 영화 '반지의 제왕 시리즈', '호빗 시리즈'등의 후반제작을 한 뉴질랜드 파우사가 후반작업에 참여하였다.

## 방송 일시
| 방송 채널 | 방송일                    | 방송 시간 |
| --------- | ------------------------- | --------- |
| KBS 2TV   | 2017년 3월 15일 ~ 7월 5일 | 종료      |
| KBS 2TV   | 7월 12일 ~ 18년 1월 17일  | 종료      |

## 목소리 출연
- 최윤정 - 노리
- 최다인 - 지니
- 백경훈 - 드래곤라이더
- 김석환 - 베가스 / 그랜파크
- 윤용식 - 삐뚤코
- 박형욱 - 몬로

## 제작진
- 책임프로듀서: 이경묵
- 프로듀서: 이순주 김민호, 한재희, 김권성
- 총감독: 손대균
- 시나리오: 손대균, 장경희, 김근영, 김창원, 이해든, 스토리몽키 - 김지현, 이아연, 정유리
- 애니메이션 연출: 손대균, 권슬기, 이진호
- 아트 디렉팅: Anubhav Mishra, Ma bei bei, Zhang xing yu
- 스토리 보드: 김성원, 김유화, 박수형, 서커스이미지웍스, 천영승
- 캐릭터 디자인: 최윤석, 문지혜, 이준복
- 배경 디자인: 최윤석, 문지혜, 이재경, 이종섭
- 모델링/맵핑: 이재경, 김용환, 김성수, Wang Ying Ying, Zhang Hu, Wang Xin Yang, Zhang Ling, Yang Tian Xing, Su Jia, Zhou Jin Lei, Li Hao Yang
- 리깅: 이현승, 정진솔, 김태균
- 레이아웃 세팅: Zhao Hong Bing, Liu Ming Hui, Yue Ya Chao, Hu Shi Yong, Gu Da, Wang Hong Feng, Pang Jian, Wang Zhan Guo
- 애니메이션: 이현승, 이준모, 이민호, 신영복, Xu Hao Ran, Sun Yi, Liu Jian Wen, Chen Tian Tian, Zhang Wei Peng
- 원화/컬러링: 최윤석, 이재경, 이준복
- 비주얼 이펙트/합성: 김민호, 박용상, 이현승, 신영복, 이준모, 이민호, Jia Bin, Zhang Kai Xuan, Guo Cheng Yu, Li Yu Long
- 라이팅: Anubhav Mishra, 박용상, Xue Bing, Zhao Pei, Tang Ya Hui, Zhao Xu, Chen Jin Ge, Li Jian Jun
- 영상 편집: 권슬기, 김지은, 이진호
- 타이틀 디자인: 문지혜, 안진주, 박희수, 김유미
- 서버: 이영웅, 강현구
- 녹음/음향/믹싱: 고병욱(모노콘 스튜디오), John McKay, Jane Waddell, Jason Canovas, Chris Ward, Chris Sinclair, Emma Robinson, Stefanie Ng, George Palmer
- 주제가: 이동주
- 작사/작곡/편곡: Jeremy Cullen, Stephen Gallagher, Drew Youngs
- 홍보/PR: 박기훈, 김주희
- 해외 PR: 박경원, 임희정, 김권성
- 홈페이지: KBS 미디어
- 기술 편집: SBA 미디어콘텐츠센터 - 함종민, 서수미, 이명훈, 전혜수
- 재무/회계: 홍연선
- 제작투자/융자: (주)크리스피, 중소기업진흥공단, 기술보증기금
- 제작 관리: 노리문화산업전문주식회사, 신화 회계법인
- 지원 기관: 한국콘텐츠진흥원, 만화영상진흥원, 전파진흥협회, NIPA
- 해외 협력: Henan York, POW!

제작 편집
- 감독: 정혜원
- 컴퓨터그래픽: 황은서
- 연출: 이순주
- 기획: KBS
- 제작: (주)크리스피(XrisP)

## 주제가
- 여는 노래 ♪ 여기는 노리파크
  - 노래: 최다인/효과: 김주희
- 닫는 노래 ♪ 달려갈게
  - 노래: 최정은/리소스 제작: 손영배, 이동주, 박형석, 이혜란, 김샘미/영상 제작: 이호철, 강현구

## 시놉시스
- 오랜 역사를 자랑하는 놀이공원 <노리파크>에서 살고 있는 겁 많고 소심한 아이 노리. 노리는 아빠 드래곤 라이더처럼 롤러코스터 트랙 위를 빠르고 멋지게 잘 달리는 레이싱 스타가 되고 싶다. 그러던 어느날, 악당 베가스가 나타나<노리파크>를 없애고 자신만의 놀이공원 베가랜드를 부흥시키려 한다. 급기야 드래곤 라이더를 해치고, 노리마저 없애려는 베가스... 노리는 가까스로 위기를 모면하고 지니와 서커스단 친구들의 도움을 받아 베가스에 대적한다. 과연, 노리는 어둠의 지배자 베가스를 물리치고 이 곳 <노리파크>를 구해낼 수 있을 것인가?

## 등장 인물

### 주연
노리
성우: 최윤정
롤코들의 천국, <노리파크>에 살고 있는 천진난만한 롤러코스터 소년. <노리파크>의 영웅이자, 레이싱 스타인 아빠 ‘드래곤라이더’처럼 훌륭하고 멋진 롤코가 되는 것이 꿈이다. 어느날, 모든 롤코들의 고향이자, 천국인 <노리파크>가 황폐화 된 원인이 베가스에게 있다는 것을 알게 되고 아빠가 남긴 드래곤캡을 쓰고 튼튼한 네 바퀴를 힘껏 구르며 악의 세력에 대항한다.
드래곤라이더
성우: 백경훈
롤코들의 천국<노리파크>의 용맹한 레이싱 스타이자, 아들 노리에게 항상 자상한 백점, 만점 아빠. 레일 위에서 펼쳐지는 그의 삼회전 공중 돌기묘기는 그 누구도 감히 따라올 수 없다. <노리파크>를 베가스로부터 지켜내기 고군분투하던 중, 베가스의 계략으로 공중 돌기를 하다 레일에서 떨어지는 사고를 당한다. 가끔 노리의 꿈 속, 또는 하늘의 구름과 별 모습으로 나타나서 노리에게 이것 저것 자상하게 가르쳐 주곤 한다.
베가스
성우: 김석환
자신의 강철 왕국, 베가랜드의 재건을 꿈꾸는 악덕 타이쿤. 자신을 막고 <노리파크>를 지키려던 드래곤라이더를 사고사로 위장시켜 제거한 후, 후환을 없애기 위해 노리마저 해치려 한 철두철미한 악당이다. 부하들에게 자신 이름의 첫 알파벳 ‘V’ 마크가 새겨진 콘트롤칩을 이식하여 마음대로 조종한다.
지니
성우: 최다인
스피드와 스킬을 즐기는 유랑서커스단의 공중 쌍줄타기 대가다. 어려서부터 고아로 자라 서커스단에서 성장한 탓에 ‘노리’에게 동병상련의 연민을 느낀다. 노리와 함께 베가스에게 대항하는 심성 착하고 귀여운 소녀. 고향은 중국 허난이며, 지니의 이름은 소원을 들어주는 요정 지니에서 유래되었다.  5) 범퍼(성우: )  노리의 애완 범퍼카
삐뚤코
성우: 윤용식
베가스의 수하. 비열하고 약삭빠르다.

### 조연
- 그랜파크: 노리파크의 사장  - 엉클빙고: 서커스 단장  - 삐에로: 서커스단장의 심복  - 빅백: 노리의 조력자  - 요요/니니: 노리의 조력자이자 동동 서커스 단원  - 스피다스: 범퍼의 친구들, 동동 서커스견.  - 판초브라더스: 노리의 조력자, 동동 서커스 단원.  - 무희: 서커스 단원 및 무희  - 롱코: 서커스단원 및 차력사  - 시가조: 동동 서커스단원  - 고롤: 유령의 집에서 상주하는 유령분장을 한 롤코  - 박캐스터: 캐스터, TV의 실황 중계에서 볼 수 있는 캐스터  - 두리차: 전직 축구선수  - 몬로: 리포터  - 기타: 경찰 롤리, 소방차 롤리, 청소 롤리, 아이스크림 롤리, 팝콘 롤리2, 영사기사 롤리, 정비기사 롤리 등

## 저작권
- <롤러코스터 보이, 노리>는 한국의 애니메이션 제작회사인 ㈜크리스피가 기획하고 시나리오를 개발하였다. 모든 저작권은 ㈜크리스피가 소유하고 있으며, 한국뿐만 아니라 중국내 상표권과 저작권도 소유하고 있다.  MD 상품인 스마트 노리 R/C카의 경우, 원격조정에 대한 특허권도 (주)크리스피가 소유하고 있다. 4개국 총 37개의 지적재산권(특허, 디자인, 상표, 실용신안, 저작권)을 (주)크리스피가 직접 소유하고 있다.

## 수상
- 2017년 벤처 창업대전 벤처 활성화 유공 시상식 중기부 장관표창 수상
- 2017년 스위스 제네바 국제발명전시회 노리2.0 특별상, 금상 수상
- 2016년 다국적 스타벤터 데모데이 최우수상 수상
- 2016년 제조 투자유치부분 표창장 수상
- 2015년 중기청 애니메이션 제작지원
- 2014년 NEX-D 스마트 디바이스 공모전 장려상 수상
- 2013년 전파진흥협회 3D제작지원 선정
- 2013년 만화영상진흥원 애니메이션 제작지원 선정
- 2013년 방통위 3D 제작지원 사업 선정 (파일럿 및 본편)
- 2013년 한국 만화 영상진흥원 애니메이션 제작 지원 사업 선정
- 2013 미래부/코트라 <나는 글로벌 벤처다> 동상 수상
- 2012년 한일 스마트 콘텐츠 어워드 2012 공모전 우수상 수상

## 에피소드
| 1  | 여기는 노리파크         | 늘은 악당 베가스를 쫓아내고 노리파크가 재개장하는 축제의 날이다. 노리는 베가스를 내쫓아낸 영웅으로 지니와 친구들과 함께 신나는 축제의 하루를 보내는 중이다. 베가스는 축제를 방해하기 위한 또 다른 음모를 꾸미기 시작한다.                          |
| 2  | 유령의 집               | 유령의 집에 들어간 롤리들이 사라지기 시작한다. 이 소식을 듣고 노리와 지니는 해결하러 직접 유령의 집으로 출동하는데, 베가스의 계략으로 변해버린 그롤과 지하실에 갇힌 지니와 롤리들! 친구들과 위기에 몰린 노리는 과연 유령의 집을 벗어날 수 있을까.. |
| 3  | 노리켄슈타인            | 이번엔 노리와 똑닮은 노리켄슈타인을 만들어내 음모를 꾸미는 베가스! 노리켄이 노리인줄 알고 오해하기 시작한 친구들. 이로 인해 노리에 대한 여론이 안 좋아지고 급기야 노리는 노리파크에 출입정지까지 당하는데...                                       |
| 4  | 디스코팡팡              | 동동서커스단의 히로인 지니는 디스코 팡팡 위에서도 놀라운 솜씨로 춤을 춘다. 노리도 따라해보려고 하지만, 친구들의 비웃음만 사게 되고.. 혼자 트렘폴린 위에서 맹연습에 돌입하는 노리. 다시 디스코 팡팡으로 돌아와 지니와 춤추게 된다.                  |
| 5  | 나는 노래기구다         | 어느날, 노리파크내 노래 오디션 이벤트가 열리고. 기구들이 한 곳에 모인 기회를 놓칠리없는 베가스. 염탐중에 놀라운 지니의 노래 소리를 듣고 무서운 계획을 짜는데..                                                                                     |
| 6  | 노리에겐 날개가 필요해  | 항상 자신감이 부족한 노리, 좀 더 멋진 영웅이 되기 위해 점술기계 골드마우스에 질문을 하는데. 노리에게는 날개가 필요하다는 답변이 나오는데.. |
| 7  | 세차프리덤              | 고물을 싣고 다니느라 세차를 하지 않는 빅백 때문에 불만이 생기는 친구들. 하지만 세차프리덤이 만들어지고 다들 세차를 하지 않게 되는데.. 더러워지는 노리파크. 과연 노리파크는 다시 깨끗해질 수 있을까?                                                |
| 8  | 전설의 청룡열차         | 노리파크의 절대 비밀 청룡열차에 대한 이야기를 알게 되는 삐뚤코 과연 그는 어떻게 될 것 인가. |
| 9  | 깜짝 극장               | 베가스의 계략으로 영화를 보다 최면에 빠지게 된 친구들! 노리를 공격하기 시작하는데. 노리는 과연 친구들을 최면에서 구해낼 수 있을 것인가! |
| 10 | 데굴데굴 다람쥐통       | 브이칩이 부착된 다람쥐통은 빠르게 회전하다 결국 튕겨져 나가게 되고. 막으려던 노리는 부딪혀 다치고 만다. 깨어난 노리. 잠깐, 노리의 눈빛이 이상한데?!                                                                                                |
| 11 | 공중의 신               | 의문스러운 사부님이 나타나서 노리에게 공중의 신 비법을 가르쳐주는데. 이틈을 타 베가스 일당이 공중의 신 비법을 훔치러 오고 사부님의 정체가 들통나는데..                                                                                             |
| 12 | 화재진압119             | 삐뚤코의 장난전화로 체력이 바닥난 소방차 롤리. 이때를 노려 노리파크에 폭탄을 터뜨리는 베가스일당. 화제진압을 위해 노리가 출동한다! |
| 13 | 누가 롱코의 공을 훔쳤나 | 롱코의 공이 사라지다?! 이 소식을 들은 베가스는 롱코를 꼬드겨 화나게 만들고. 자신의 공을 싫어한다고 생각하게 된 롱코는 친구들에게 화를 내며 노리파크를 엉망으로 만들고 다니는데.. 진짜 롱코의 공은 어디에..!                                        |
| 14 | 동동 서커스단           | 낡은 밧줄 때문에 다치게 된 지니. 그런 지니를 위해 직접 두줄타기를 하게 된 노리! 과연 노리는 무사히 두줄타기를 할 수 있을까 |
| 15 | 친구병을 고쳐다오       | 몬로와 친구가 되고 싶은 병이 걸린 엉클빙고. 과연 그는 돈도 우정도 지킬 수 있을까? |
| 16 | UFO가 나타났다          | UFO가 나타났다는 소문이 들리고, 사실을 확인하기 위해 노리와 지니가 찾아나선다! 알고보니 UFO는 베가스의 비밀 염탐 드론이었는데... |
| 17 | 위기일발 열기구         | 새로운 열기구를 들여 돈을 벌 계획을 짠 엉클빙고. 처음으로 노리와 지니 범퍼가 열기구를 타게 되고. 이때를 놓치지 않고 드론으로 공격하는 베가스..! 과연 이 위기일발속에서 드론을 물리칠 수 있을까!                                                    |
| 18 | 청소를 합시다           | 선물 아저씨가 준 미니 RC카를 가지고 놀면서 방을 어지럽히는 노리. 더러워진 방 사이에서 잠이 든 노리. 그때 미니 RC카가 혼자 움직이기 시작하는데.. |
| 19 | 환상의 마법쇼           | 브이라는 마술사가 와서 마술쇼를 열게 되는데, 알고보니 베가스가 변장한 함정쇼였다. 지니를 납치하기 위해 계략을 짠 베가스. 과연 노리는 지니를 구해 낼 수 있을 것인가!                                                                                |
| 20 | 정전                    | 대형선풍기를 돌리기 위해 노리파크에서 몰래 전기를 끌어온 탓에 노리파크는 정전이 일어나고. 정전 때문에 사고가 날 뻔한 롤리. 과연 노리는 전기를 되찾고 노리파크의 평화를 찾을 수 있을까?                                                             |
| 21 | 오잉 오잉               | 조종 가능한 돼지 범퍼를 만들어서 선물인척 보낸 베가스! 노리는 점점 돼지 범퍼 오잉이에게 마음을 빼앗기고 정을 주지만. 오잉이가 뺏은건 노리의 마음만이 아니었다?!                                                                                    |
| 22 | 범퍼,폐차장에 가다      | 스피다스와 놀다가 잠든 범퍼. 시끄러운 소리에 눈을 뜨니 스피다스들이 집게차에 실려가버린다. 쫓아가는 범퍼. 폐차장에 실려간 스피다스와 범퍼를 구해낼 수 있을 것인가!                                                                                 |
| 23 | 범퍼카 콘테스트         | 범퍼카 콘테스트가 열리고, 범퍼도 출전하게 되는데! 과연 범퍼는 최고의 범퍼카가 될 수 있을 것인가! |
| 24 | 유령 소동               | 드래곤라이더 유령이 돌아다니는다는 소문이 도는 노리파크. 알고보니 드래곤라이더 유령은 베가스가 만들어낸 홀로그램이었는데.. 과연 노리는 홀로그램을 없앨 수 있을까?                                                                                  |
| 25 | 지니의 설날!            | 설날이 다가올수록 고향 생각에 잠겨 우울해하는 지니. 그런 지니를 위해 노리는 지니를 위한 설날을 꾸며주는데! |
| 26 | 오 마이 베이비 베가스   | 이럴수가! 잘못된 실험으로 인해 베가스의 정신연령이 아기가 되어버리다?! 아기가 된 베가스는 노리가 좋다며 졸졸 쫓아다니고 과연 노리는 베가스를 잘 보살펴 줄 수 있을까..                                                                              |
| -- | ----------------------- | --- |

## 파생 스마트 상품
1. 스마트 RC카 노리  애니메이션에 등장하는 캐릭터를 활용한 스마트 R/C 카로, 어린이들이 관심을 보이는 R/C카와 스마트 앱을 결합한 상품이다. 별도의 리모컨트롤 없이 스마트폰에 앱을 다운받아서 원격 조정이 가능하며, 스마트 R/C카 1.1은 내재된 카메라를 통해 부모들이 스마트 CCTV기능으로 활용, 스마트 R/C카 2.0의 경우 피코 프로젝터 기능이 추가되어 영상투영이 가능하다.
2. 모바일 게임
3. 4D 레이서
4. 애플리케이션 북
5. 책